# جوزيف ديمرز (سياسي)
جوزيف ديمرز هو سياسي كندي، ولد في 31 مايو 1871 في كيبك في كندا، وتوفي في 28 يوليو 1940. نشط حزبياً في الحزب الليبرالي الكندي. وقد انتخب عمدة وانتخب عضو مجلس العموم الكندي.